# Ri Hung-ryong
Ri Hung-ryong (* 22. September 1988) ist ein nordkoreanischer Fußballspieler.

## Karriere
Ri tritt international als Spieler der Kim-Il-sung-Universität in Erscheinung.
2005 nahm der Stürmer mit der nordkoreanischen U-17-Auswahl an der U-17-Weltmeisterschaft in Peru teil und scheiterte mit dem Team erst im Viertelfinale nach Verlängerung an Brasilien. Im technischen Bericht des Turniers werden Ri und sein Sturmpartner Pak Chol-min als herausragende Spieler ihres Teams geführt und als „typengleiche Sturmspitzen, sehr schnell, wendig und beweglich, durch permanente Positionswechsel eine Gefahr für jeden Gegner“ beschrieben. Beim Gewinn der U-19-Asienmeisterschaft 2006 gehörte Ri zum Aufgebot und kam im Turnierverlauf als Einwechselspieler zu fünf Einsätzen, in denen ihm ein Treffer gelang. Auch bei der 2007 in Kanada ausgetragenen U-20-WM gehörte Ri nicht zum Stammpersonal und kam beim Vorrundenaus zu drei Kurzeinsätzen, Mannschaftskapitän Kim Kum-il und Jong Chol-min belegten die Stürmerpositionen in der Startaufstellung.
Im Oktober 2007 kam der Nachwuchsstürmer beim 5:1-Erfolg in der Qualifikation zur Weltmeisterschaft 2010 gegen die Mongolei für das nordkoreanische Nationalteam zum Einsatz. Mit der Olympiaauswahl (U-23) verpasste er in der finalen Qualifikationsrunde gegen Australien, Irak und Libanon die Teilnahme an den Olympischen Spielen 2008.